# Talent (tv-show)
 For alternative betydninger, se Talent (flertydig). (Se også artikler, som begynder med Talent)
Talent er et tv-program der sendes på DR1. Programmet er baseret på det amerikanske tv-format America's Got Talent, der produceres i lang række lande.
Først vælger dommerne de deltagere der går videre til udvælgesen og så fortsætter det med semifinaler og derefter finalen (i år 2009 var der også kvartfinaler) hvor seerne også for lov til at stemme.
Vinderen af showet i år 2009 var Kalle Pimp